# Listă de filme despre cel de-Al Doilea Război Mondial produse în anii 2000
Aceasta este o listă de filme despre cel de-Al Doilea Război Mondial produse în anii 2000.
| 1939 • 1940 • 1941 • 1942 • 1943 • 1944 • 1945 • 1946 • 1947 • 1948 • 1949 • 1950–1989 • 1990–1999 • 2000–2009 • 2010–2019 • 2020–2023 |

| Anul | Țara                                        | Titlul cu care a fost difuzat în România                                  | Titlul original (Titlul alternativ)                                                  | Regizor                          | Bătălii, campanii, evenimente descrise |
| ---- | ------------------------------------------- | ------------------------------------------------------------------------- | ------------------------------------------------------------------------------------ | -------------------------------- | --- |
| 2000 | Canada Germania Regatul Unit                | Bonhoeffer: Agent of Grace                                                | Bonhoeffer: Agent of Grace                                                           | Eric Till                        | Despre pastorul luteran german și martir, Dietrich Bonhoeffer                                                                                              |
| 2000 | China                                       | Guizi lai le                                                              | Guizi lai le (鬼子来了)                                                              | Jiang Wen                        | Al Doilea Război Chino-Japonez |
| 2000 | Cehia                                       | Musime si pomahat                                                         | Musíme si pomáhat                                                                    | Jan Hřebejk                      | Colaboraționiștii și rezistența în timpul ocupației germane a Cehoslovaciei                                                                                |
| 2000 | Italia                                      | Il Partigiano Johnny                                                      | Il Partigiano Johnny                                                                 | Guido Chiesa                     | Lupta partizanilor în nordul Italiei |
| 2000 | Polonia                                     | Wyrok na Franciszka Kłosa (serial TV)                                     | Wyrok na Franciszka Kłosa                                                            | Andrzej Wajda                    | Colaboraționiștii în timpul ocupației germane a Poloniei                                                                                                   |
| 2000 | Malaezia                                    | Leftenan Adnan                                                            | Leftenan Adnan                                                                       | Aziz M. Osman                    | Adnan Bin Saidi și Bătălia de la Pasir Panjang |
| 2000 | Italia                                      | Malena                                                                    | Malèna                                                                               | Giuseppe Tornatore               | Film de dragoste, comedie, dramatic. Despre o femeie siciliană al cărei soț este încorporat în serviciul italian, 1940                                     |
| 2000 | Filipine                                    | Markova: Comfort Gay                                                      | Tagalog please                                                                       | Gil Portes                       | Dramă despre ocupația japoneză a Filipinelor |
| 2000 | Canada Statele Unite                        | Nuremberg (miniserial TV)                                                 | Nuremberg                                                                            | Yves Simoneau                    | Documentar-dramă. Procesul de la Nuremberg |
| 2000 | Cehia                                       | Pramen zivota                                                             | Pramen zivota                                                                        | Milan Cieslar                    | Despre SS și Lebensborn |
| 2000 | Statele Unite                               | U-571                                                                     | U-571                                                                                | Jonathan Mostow                  | Submarin american se infiltrează pentru a captura mașina Enigma                                                                                            |
| 2001 | Germania Rusia                              | Până unde mă vor duce picioarele                                          | So weit die Füße tragen de Побег из Гулага ru                                        | Hardy Martins                    | Bazat pe o carte de Clemens Forell. Soldat german merge 11,000 km pentru a scăpa de gulagul siberian.                                                      |
| 2001 | Regatul Unit Statele Unite                  | Camarazi de război (miniserial TV)                                        | Band of Brothers                                                                     | Steven Spielberg                 | E Company, 506th Infantry Regiment, 101st Airborne din Ziua-Z până la sfârșitul războiului                                                                 |
| 2001 | Regatul Unit                                | Buncărul                                                                  | The Bunker (The Bunker: The Evil Is Within)                                          | Rob Green                        | Horror-Mystery. Soldați ai Wehrmachtului în Bătălia de pe Linia Siegfried.                                                                                 |
| 2001 | Regatul Unit Franța Statele Unite           | Idila căpitanului Corelli                                                 | Captain Corelli's Mandolin                                                           | John Madden                      | Ocupația italiană a Greciei |
| 2001 | Regatul Unit Australia                      | Charlotte Gray                                                            | Charlotte Gray                                                                       | Gillian Armstrong                | Film romantic/Thriller. Special Operations Executive and Scotswoman recruited by Secret Service as courier for French Communist Resistance                 |
| 2001 | Regatul Unit Statele Unite                  | Conspirația (TV)                                                          | Conspiracy                                                                           | Frank Pierson                    | German officials at Wannsee Conference in 1942 discuss Final Solution to Jewish question (remake of The Wannsee Conference)                                |
| 2001 | Cehia Regatul Unit                          | Dark Blue World                                                           | Tmavomodrý svet                                                                      | Jan Sverák                       | Czechoslovakian pilots in Bătălia Angliei |
| 2001 | Statele Unite Germania Regatul Unit Irlanda | Inamicul e aproape                                                        | Enemy at the Gates                                                                   | Jean-Jacques Annaud              | Stand-off between Russian sniper Vasily Zaytsev and German sniper during Bătălia de la Stalingrad                                                          |
| 2001 | Regatul Unit Statele Unite Germania Olanda  | Enigma                                                                    | [ 11 ]                                                                               | Michael Apted                    | Enigma machine mystery |
| 2001 | Cipru Grecia Bulgaria                       | Evagora's Vow (Word of Honor)                                             | To tama (Greek please) el                                                            | Andreas Pantzis                  | Villagers in Cipru as Greece enters war, 1940 |
| 2001 | Japonia                                     | Firefly                                                                   | Hotaru (蛍)                                                                          | Yasuo Furuhata                   | Based on true story of Korean kamikaze pilot |
| 2001 | Statele Unite                               | The Grey Zone                                                             |                                                                                      | Tim Blake Nelson                 | Jewish Sonderkommando XII in Lagărul de exterminare Auschwitz                                                                                              |
| 2001 | Japonia                                     | H Story                                                                   | Japanese please (Kanji please)                                                       | Nobuhiro Suwa                    | Remake al filmului Hiroshima, dragostea mea (1959) |
| 2001 | Filipine                                    | In the Bosom of the Enemy                                                 | Gatas... Sa dibdib ng kaaway                                                         | Gil Portes                       | Filipina offers to be wet nurse to Japanese soldier's son for conditional freedom of her husband                                                           |
| 2001 | Regatul Unit Germania Irlanda Statele Unite | Invincible                                                                | [ 11 ]                                                                               | Werner Herzog                    | Based on lives of Zishe Breitbart and Erik Jan Hanussen. Jewish strongman and clairvoyant/con-man in pre-war Nazi Germany                                  |
| 2001 | Germania                                    | Nowhere in Africa                                                         | Nirgendwo in Afrika                                                                  | Caroline Link                    | Jewish family emigrating to Kenyan farm to escape Nazis |
| 2001 | Statele Unite                               | Pearl Harbor                                                              |                                                                                      | Michael Bay                      | Attack on Pearl Harbor and Doolittle Raid |
| 2001 | China                                       | Purple Sunset                                                             | Zĭrì (紫日)                                                                          | Feng Xiaoning                    | Unconditional surrender of Emperor Hirohito |
| 2001 | Franța Regatul Unit Germania Austria        | Taking Sides                                                              | [ 11 ]                                                                               | István Szabó                     | Wilhelm Furtwängler, controversial conductor of Berlin Philharmonic during Nazi era and Allied occupation                                                  |
| 2001 | Statele Unite                               | To End All Wars                                                           |                                                                                      | David L. Cunningham              | Drama based on Ernest Gordon book. Allied POWs build Burma Railway through jungle                                                                          |
| 2001 | Statele Unite                               | Uprising (TV)                                                             |                                                                                      | Jon Avnet                        | Revolta din ghetoul Varșovia |
| 2001 | Regatul Unit Statele Unite Canada           | Varian's War (TV)                                                         |                                                                                      | Lionel Chetwynd                  | Varian Fry builds underground rescue network in Regimul de la Vichy saving 2–4,000 anti-Nazi/Jewish refugees and cultural figures from Holocaust           |
| 2001 | Regatul Unit Canada                         | The War Bride (Love and War)                                              |                                                                                      | Lyndon Chubbuck                  | Drama. English war bride in Canada without husband |
| 2001 | Filipine                                    | Yamashita: The Tiger's Treasure                                           | Tagalog please                                                                       | Chito S. Roño                    | Burial of Yamashita treasure and execution of General Tomoyuki Yamashita in Philippines                                                                    |
| 2002 | Franța Germania România                     | Amen.                                                                     | [ 11 ]                                                                               | Costa-Gavras                     | Drama based on Rolf Hochhuth play. Alleged collusion between Nazis and Roman Catholic Church                                                               |
| 2002 | Statele Unite                               | Below                                                                     |                                                                                      | Gregory Hoblit                   | American submarine on Atlantic rescue mission encounters German warship                                                                                    |
| 2002 | Rusia                                       | The Cuckoo                                                                | Kukushka (Кукушка)                                                                   | Aleksandr Rogozhkin              | Young Lapp woman shelters Finnish sniper and Red Army captain on her farm                                                                                  |
| 2002 | Italia                                      | El Alamein - The Line of Fire                                             | El Alamein - La linea del fuoco                                                      | Enzo Monteleone                  | Italian volunteer assigned to Pavia Division in Egipt and A doua bătălie de la El Alamein, 1942                                                            |
| 2002 | Statele Unite Regatul Unit                  | The Gathering Storm                                                       |                                                                                      | Richard Loncraine                | Winston Churchill before outbreak of war |
| 2002 | Statele Unite Italia                        | The Good War (Texas '46)                                                  | [ 11 ]                                                                               | Giorgio Serafini                 | Based on true story of Italian POWs in Texas camp before repatriation, 1946                                                                                |
| 2002 | Statele Unite                               | Hart's War                                                                |                                                                                      | Gregory Hoblit                   | POW trial conducted in German Stalag Luft |
| 2002 | Franța                                      | Monsieur Batignole                                                        | Monsieur Batignole                                                                   | Gérard Jugnot                    | Butcher hides Jewish boy in Occupied France |
| 2002 | Franța Polonia Germania Regatul Unit        | The Pianist                                                               | [ 11 ]                                                                               | Roman Polanski                   | Polish pianist Władysław Szpilman |
| 2002 | Franța Germania                             | Safe Conduct                                                              | Laissez passer                                                                       | Bertrand Tavernier               | German occupation of France |
| 2002 | Canada                                      | Silent Night                                                              |                                                                                      | Rodney Gibbons                   | Based on true event during the Ofensiva din Ardeni between German and American soldiers on Christmas Eve 1944                                              |
| 2002 | Rusia                                       | The Star                                                                  | Zvezda (Звезда)                                                                      | Nikolai Lebedev                  | Soviet scouts behind enemy lines during Operațiunea Bagration                                                                                              |
| 2002 | Olanda                                      | Twin Sisters                                                              | De Tweeling                                                                          | Ben Sombogaart                   | Twin German sisters separated at young age, one raised in Netherlands and serves in Rezistența olandeză, other in Germany and married to Waffen SS soldier |
| 2002 | Regatul Unit                                | Two Men Went to War                                                       |                                                                                      | John Henderson                   | Comedy-drama based on Raymond Foxall book. Amateur improvisational commando raid into occupied France                                                      |
| 2002 | Statele Unite                               | Windtalkers                                                               |                                                                                      | John Woo                         | Battle of Saipan |
| 2003 | Franța                                      | Bon Voyage                                                                | Bon Voyage                                                                           | Jean-Paul Rappeneau              | France under German occupation |
| 2003 | Regatul Unit                                | Entrusted                                                                 |                                                                                      | Giacomo Battiato                 | 11-year-old chess prodigy, whose mother is in underground resistance, is entrusted with life-saving secret                                                 |
| 2003 | Canada                                      | Hitler: The Rise of Evil (miniserial TV)                                  |                                                                                      | Christian Duguay                 | Drama. Hitler's rise to power |
| 2003 | Italia Brazilia Ungaria                     | My Father, Rua Alguem 5555 (Rua Alguem 5555: My Father)                   | [ 11 ]                                                                               | Egidio Eronico                   | Drama based on Peter Schneider novel. Son of Nazi Dr. Josef Mengele                                                                                        |
| 2003 | Malaezia                                    | Paloh                                                                     | Paloh                                                                                | Adman Salleh                     | Japanese occupation of Malaya |
| 2003 | Polonia                                     | Pornography                                                               | Pornografia                                                                          | Jan Jakub Kolski                 | German Occupation of Poland |
| 2003 | Statele Unite Olanda                        | Resistance                                                                | [ 11 ]                                                                               | Todd Komarnicki                  | American reconnaissance pilot survives plane crash in Nazi-occupied Belgium and is assisted by Maquis resistance                                           |
| 2003 | Germania Olanda                             | Rosenstrasse                                                              | Rosenstrasse de                                                                      | Margarethe von Trotta            | Jewish husbands of Aryan women detained in Berlin |
| 2003 | Statele Unite                               | Saints and Soldiers                                                       |                                                                                      | Ryan Little                      | Survivors of Masacrul de la Malmedy during Ofensiva din Ardeni trapped behind enemy lines with vital information                                           |
| 2003 | Japonia Germania                            | Spy Sorge                                                                 | Japanese please (スパイ・ゾルゲ) ja                                                  | Masahiro Shinoda                 | Soviet spy Richard Sorge |
| 2003 | Franța                                      | Strange Gardens                                                           | Effroyables jardins                                                                  | Jean Becker                      | French Resistance captives held in giant pit by Germans |
| 2003 | Franța Regatul Unit                         | Strayed                                                                   | Les égarés (Le garçon aux yeux gris)                                                 | André Téchiné                    | Romance-drama. French family escapes Bătălia Franței and German occupation of Paris aided by young man, June 1940                                          |
| 2003 | Cehia Slovacia Austria                      | Želary                                                                    | Želary                                                                               | Ondrej Trojan                    | Drama based on Květa Legátová novel. Czechoslovakian Resistance forced into hiding after their group is exposed                                            |
| 2004 | Filipine                                    | Aishite Imasu 1941: Mahal Kita                                            | Aishite Imasu 1941: Mahal Kita (Aishite Imasu (Mahal Kita) 1941)                     | Joel Lamangan                    | Romance-Drama. Philippine Resistance during Battle of Bataan, Bataan Death March, and Japanese occupation                                                  |
| 2004 | Statele Unite                               | The Aryan Couple                                                          |                                                                                      | John Daly                        | Undercover Eastern European Jews attempt to escape under Third Reich's Europa Plan, 1944                                                                   |
| 2004 | Finlanda Suedia                             | Beyond the Front Line (Beyond Enemy Lines)                                | Framom främsta linjen sv                                                             | Åke Lindman                      | Continuation War between USSR and Finland, 1941–1944 |
| 2004 | Rusia                                       | Cadets (miniserial TV)                                                    | Kursanty (Курсанты)                                                                  | Andrei Kavun                     | Training of Russian boys as artillerymen for Frontul de Răsărit, 1942                                                                                      |
| 2004 | Filipine                                    | The Call of the River                                                     | Panaghoy sa Suba                                                                     | Cesar Montano                    | Second Battle of Bohol in Philippines Campaign |
| 2004 | Germania Italia Austria                     | Downfall                                                                  | Der Untergang de                                                                     | Oliver Hirschbiegel              | Last days of Hitler in Führerbunker during Bătălia Berlinului                                                                                              |
| 2004 | Regatul Unit                                | Dunkirk (miniserial TV)                                                   |                                                                                      | Alex Holmes                      | Docudrama. Bătălia de la Dunkerque and Dunkirk evacuation                                                                                                  |
| 2004 | Germania Elveția Olanda Luxemburg           | Edelweiss Pirates                                                         | Edelweisspiraten de                                                                  | Niko von Glasow                  | German Resistance and Edelweiss Pirates |
| 2004 | Japonia                                     | The Face of Jizo                                                          | Chichi to Kuraseba (父と暮らせば)                                                    | Kazuo Kuroki                     | Aftermath of bombardamentele atomice de la Hiroshima |
| 2004 | Statele Unite Germania Italia               | The Fallen (Letters From The Dead)                                        | [ 11 ]                                                                               | Ari Taub                         | German, Italian and US forces on Italian Front, 1944 |
| 2004 | Rusia                                       | Freelance Assignment                                                      | Nesluzhebnoe zadanie (Неслужебное задание)                                           | Vitaly Vorobyev                  | Red Army chases renegade Wehrmacht in Czechoslovakia after German surrender, 1945                                                                          |
| 2004 | Regatul Unit Canada                         | Head in the Clouds                                                        |                                                                                      | John Duigan                      | Romance-drama. Friends' divergent paths and fight against Fascism in pre-war Europe                                                                        |
| 2004 | Statele Unite                               | Ike: Countdown to D-Day                                                   |                                                                                      | Robert Harmon                    | SHAEF organization and planning of Operațiunea Overlord |
| 2004 | Canada                                      | Il Duce Canadese (miniserial TV)                                          | en                                                                                   | Giles Walker                     | Italian-Canadian fascism and internment |
| 2004 | Statele Unite                               | In Enemy Hands (U-Boat)                                                   |                                                                                      | Tony Giglio                      | Crew of US submarine returns home after months at sea as POWs aboard Unterseeboot                                                                          |
| 2004 | Regatul Unit                                | Island at War (miniserial TV)                                             |                                                                                      | Peter Lydon, Thaddeus O'Sullivan | Occupation of the Channel Islands |
| 2004 | Croația                                     | Long Dark Night                                                           | Duga mračna noć                                                                      | Antun Vrdoljak                   | Croatia under both Fascism and Communism |
| 2004 | Germania                                    | Napola: Hitler's Elite (Before the Fall)                                  | Napola - Elite für den Führer                                                        | Dennis Gansel                    | Former Hitlerjugend bond at Reich National-Political institution                                                                                           |
| 2004 | Germania                                    | The Ninth Day                                                             | Der neunte Tag                                                                       | Volker Schlöndorff               | SS attempts to coerce Catholic priest into writing Vatican on behalf of Church of Luxembourg demanding that Pope support Hitler                            |
| 2004 | Germania Austria                            | Operation Valkyrie (TV)                                                   | Stauffenberg                                                                         | Jo Baier                         | Atentatul de la 20 iulie 1944 împotriva lui Hitler |
| 2004 | China                                       | Purple Butterfly                                                          | Zǐ Húdié (紫蝴蝶)                                                                    | Lou Ye                           | Espionage warfare in occupied Shanghai |
| 2004 | Statele Unite                               | Straight Into Darkness                                                    |                                                                                      | Jeff Burr                        | American deserters and Resistance orphans attempt to hold back Nazi assault                                                                                |
| 2005 | Statele Unite                               | Everything Is Illuminated                                                 |                                                                                      | Liev Schreiber                   | Jewish American searches for woman who saved his grandfather during Ucraina Holocaust                                                                      |
| 2005 | Lituania                                    | Forest of the Gods                                                        | Dievų miškas                                                                         | Algimantas Puipa                 | Lithuanian artist/intellectual imprisoned by both Nazis and Soviets                                                                                        |
| 2005 | Rusia                                       | Freelance Assignment 2                                                    | Nesluzhebnoe zadanie 2: Vzryv na rassvete (Неслужебное задание-2: Взрыв на рассвете) | Vitaly Vorobyev                  | Postwar commandos in wartime minefield hope to be saved by soldier who was in field in 1943                                                                |
| 2005 | Statele Unite Australia                     | The Great Raid                                                            |                                                                                      | John Dahl                        | Japanese occupation of Philippines and Raid at Cabanatuan                                                                                                  |
| 2005 | Statele Unite                               | The Last Days                                                             |                                                                                      | Eric Bryan                       | US Airborne unit processing German POWs encounters Wehrmacht unit unaware of Germany's surrender                                                           |
| 2005 | Regatul Unit                                | The Last Drop                                                             |                                                                                      | David Teague                     | Operațiunea Market Garden and secret mission to recover Nazi gold                                                                                          |
| 2005 | Singapore Japonia                           | Men in White                                                              | 1942                                                                                 | Kelvin Tong                      | Comedy horror. Japanese Sixth Army and war photographer in Malayan jungle                                                                                  |
| 2005 | Rusia                                       | Moscow Says, Please Note (miniserial TV)                                  | Vnimaniye, govorit Moskva (Внимание, говорит Москва)                                 | Aleksandr Surin                  | Gorgeous female Russian snipers |
| 2005 | Finlanda Suedia                             | Mother of Mine                                                            | Äideistä parhain fi Den bästa av mödrar sv                                           | Klaus Härö                       | Based on Heikki Hietamies novel. Evacuation of 70,000+ Finnish children to neutral Sweden                                                                  |
| 2005 | India                                       | Netaji Subhas Chandra Bose: The Forgotten Hero (Bose: The Forgotten Hero) | Hindi please (Devanagari please)                                                     | Shyam Benegal                    | Subash Chandra Bose and the Indian National Army |
| 2005 | Statele Unite                               | Only the Brave                                                            |                                                                                      | Lane Nishikawa                   | Rescue of Lost Battalion in France by US 442nd Regimental Combat Team                                                                                      |
| 2005 | China                                       | On the Mountain of Tai Hang                                               | Tài Háng shān shàng (太行山上)                                                       | Chen Jian, Shen Dong, Wei Lian   | Campaigns of Eighth Route Army in China |
| 2005 | Finlanda                                    | Promise                                                                   | Lupaus (Uskolliset - Suomen lotat / Lotta)                                           | Ilkka Vanne                      | Finnish women's Lotta Svärd during war |
| 2005 | Germania                                    | Sophie Scholl – The Final Days                                            | Sophie Scholl - Die letzten Tage                                                     | Marc Rothemund                   | Final days and trial of Sophie Scholl, member of Trandafirul Alb Resistance                                                                                |
| 2005 | Germania                                    | Speer and Hitler: The Devil's Architect (miniserial TV)                   | Speer und Er                                                                         | Heinrich Breloer                 | Docudrama. Hitler's minister Albert Speer |
| 2005 | Taiwan                                      | The Strait Story                                                          | Fu shih kuang ying (漢字 hanzi please)                                               | Yu-shan Huang                    | Sinking of Japanese passenger liner Takachiho Maru by USS Kingfish⁠(en)[traduceți], 1943                                                                    |
| 2005 | Rusia Franța Italia Elveția Japonia         | The Sun                                                                   | Solntse (Солнце) ru                                                                  | Aleksandr Sokurov                | Life of Emperor Hirohito |
| 2005 | Regatul Unit                                | Valiant                                                                   |                                                                                      | Gary Chapman                     | Animated. British war pigeons face German falcons |
| 2005 | Regatul Unit Statele Unite Germania China   | The White Countess                                                        | [ 11 ]                                                                               | James Ivory                      | Disparate group of displaced persons attempt to survive Sino-Japanese War                                                                                  |
| 2005 | Japonia                                     | Yamato                                                                    | Otoko-tachi no Yamato (男たちの大和)                                                 | Junya Sato                       | Cuirasatul japonez Yamato's crew during Războiul din Pacific                                                                                               |
| 2006 | Rusia                                       | Bastards                                                                  | Svolochi (Сволочи)                                                                   | Aleksandr Atanesyan              | Teenaged convicts conscripted for partisan mission against Nazis                                                                                           |
| 2006 | Statele Unite                               | Beautiful Dreamer                                                         |                                                                                      | Terri Farley-Teruel              | Romance-drama. Amnesiac bomber pilot captured by enemy Format:Who and assumed to be MIA                                                                    |
| 2006 | Olanda Germania Regatul Unit Belgia         | Lista neagră                                                              | Zwartboek nl                                                                         | Paul Verhoeven                   | Jewish woman joins Rezistența olandeză |
| 2006 | Franța Maroc Algeria Belgia                 | Days of Glory                                                             | Indigènes fr                                                                         | Rachid Bouchareb                 | North Africans enlist in French Army to liberate France |
| 2006 | Germania                                    | Dresden (TV)                                                              | Dresden                                                                              | Roland Suso Richter              | German civilian assists downed and injured RAF pilot after bombardamente of Dresda                                                                         |
| 2006 | Statele Unite                               | Steaguri pline de glorie                                                  | Flags of Our Fathers                                                                 | Clint Eastwood                   | Bătălia de la Iwo Jima din perspectiva soldaților americani                                                                                                |
| 2006 | Germania Lituania                           | Ghetto                                                                    | Ghetto                                                                               | Audrius Juzėnas                  | Holocaustul în Lituania |
| 2006 | Statele Unite                               | The Good German                                                           |                                                                                      | Steven Soderbergh                | Mystery set in Berlin during the Potsdam negotiations just after the surrender of Nazi Germany                                                             |
| 2006 | Regatul Unit                                | The Haunted Airman                                                        |                                                                                      | Chris Durlacher                  | Disabled British airman recovering from his experiences near end of war                                                                                    |
| 2006 | Australia                                   | Kokoda                                                                    |                                                                                      | Alister Grierson                 | Kokoda Track Campaign |
| 2006 | Germania                                    | The Last Days                                                             | Die letzten Tage                                                                     | Oliver Frohnauer                 | American airmen behind enemy lines cooperate with German deserter to survive arrival of Volkssturm unit near end of war                                    |
| 2006 | Germania                                    | The Last Train                                                            | Der letzte Zug                                                                       | Dana Vávrová, Joseph Vilsmaier   | Cattle train with 688 Jews bound for Lagărul de exterminare Auschwitz, 1943                                                                                |
| 2006 | Statele Unite                               | Letters from Iwo Jima                                                     | Iōjima kara no tegami (硫黄島からの手紙)                                             | Clint Eastwood                   | Bătălia de la Iwo Jima from perspective of Japanese soldiers                                                                                               |
| 2006 | Statele Unite                               | Military Intelligence and You!                                            |                                                                                      | Dale Kutzera                     | Comedy. US Army Intelligence analyst attempts to locate Nazi "Ghost Squadron" fighter base                                                                 |
| 2006 | Canada                                      | Remembrance: A Soldier's Story (TV)                                       |                                                                                      | Andrew Forster                   | Drama. Canada's last surviving decorated World War II hero and Remembrance Day                                                                             |
| 2006 | China                                       | Tokyo Trial                                                               | Dōngjīng Shěnpàn (东京审判)                                                          | Gao Qunshu                       | Chinese Justice Mei Ru-ao at the Tokyo Trials, the International Military Tribunal for the Far East (IMTFE)                                                |
| 2007 | Statele Unite                               | American Pastime                                                          |                                                                                      | Desmond Nakano                   | Japanese-American jazz and baseball in Topaz, Utah internment camp                                                                                         |
| 2007 | Regatul Unit                                | Atonement                                                                 |                                                                                      | Joe Wright                       | Bătălia de la Dunkerque and Dunkirk evacuation |
| 2007 | Austria                                     | Falsificatorii                                                            | Die Fälscher                                                                         | Stefan Ruzowitzky                | Operațiunea Bernhard |
| 2007 | Australia                                   | Curtin (TV)                                                               |                                                                                      | Jessica Hobbs                    | Despre Prim Ministrul Australiei în vreme de război, John Curtin                                                                                           |
| 2007 | Israel                                      | The Debt                                                                  | Ha-Hov (Hebrew please)                                                               | Assaf Bernstein                  | Drama-Thriller. Capture of Nazi war criminal and Auschwitz-Birkenau surgeon wanted for concentration camp atrocities                                       |
| 2007 | Regatul Unit                                | Eichmann                                                                  | [ 11 ]                                                                               | Robert Young                     | War criminal Adolf Eichmann and his trial in Israel, 1961                                                                                                  |
| 2007 | Japonia                                     | For Those We Love                                                         | Ore wa, kimi no tame ni koso shini ni iku (Kanji please)                             | Taku Shinjō                      | Kamikaze pilots |
| 2007 | Polonia                                     | Katyn                                                                     | Katyń                                                                                | Andrzej Wajda                    | Masacrul de la Katyń of Polish POWs and civilians by Soviets, 1940                                                                                         |
| 2007 | Statele Unite China Taiwan Hong Kong        | Lust, Caution                                                             | Sè, Jiè (色，戒)                                                                     | Ang Lee                          | Spy thriller. Occupied Shanghai |
| 2007 | Germania                                    | Mein Führer: The Truly Truest Truth About Adolf Hitler (My Führer)        | Mein Führer – Die wirklich wahrste Wahrheit über Adolf Hitler                        | Dani Levy                        | Comedy-drama. Depressed Hitler and his preparation for New Year's speech of 1945                                                                           |
| 2007 | Canada                                      | The Poet (Hearts of War)                                                  |                                                                                      | Damian Lee                       | German soldiers gather information on Frontul de Răsărit partisans and Jewish refugees                                                                     |
| 2007 | Belgia                                      | Surviving with Wolves                                                     | Survivre avec les loups                                                              | Véra Belmont                     | Drama based on fake Misha Defonseca memoir. Jewish girl searches for deported parents while living among wolves                                            |
| 2007 | Finlanda                                    | Tali-Ihantala 1944                                                        | Tali-Ihantala 1944 (Mihin vapaat miehet pystyvät)                                    | Åke Lindman, Sakari Kirjavainen  | Battle of Tali-Ihantala, Continuation War, June 1944 |
| 2007 | Polonia                                     | Tomorrow We're Going to the Movies                                        | Jutro idziemy do kina                                                                | Michał Kwieciński                | Polish Campaign, 1939 |
| 2007 | Japonia                                     | Yunagi City, Sakura Country                                               | Yūnagi no machi, sakura no kuni (夕凪の街 桜の国)                                    | Kiyoshi Sasabe                   | Drama based on Fumiyo Kōno manga. Aftermath of bombardamentele atomice de la Hiroshima                                                                     |
| 2007 | Belgia Irlanda                              | Waiting for Dublin                                                        |                                                                                      | Roger Tucker                     | Comedy. Allied and Axis flyers stranded in neutral Ireland                                                                                                 |
| 2008 | Australia Statele Unite Regatul Unit        | Australia                                                                 |                                                                                      | Baz Luhrmann                     | Romance. Australian soldier and British aristocrat during first attack on Darwin                                                                           |
| 2008 | Statele Unite                               | Blitzkrieg: Escape from Stalag 69                                         |                                                                                      | Keith J. Crocker                 | Horror drama. Captured USO showgirls and Allied POWs under sadistic SS Stalag commandant                                                                   |
| 2008 | Statele Unite Regatul Unit                  | The Boy in the Striped Pyjamas (The Boy in the Striped Pajamas)           |                                                                                      | Mark Herman                      | Holocaust as seen by two 8-year-olds, one the son of death camp commandant, the other an interned Jew                                                      |
| 2008 | Germania                                    | The Bridge (TV)                                                           | Die Brücke                                                                           | Wolfgang Panzer                  | Drama based on Manfred Gregor novel. Youths defend bridge; remake                                                                                          |
| 2008 | Australia China Germania Statele Unite      | The Children of Huang Shi                                                 | [ 11 ]                                                                               | Roger Spottiswoode               | Masacrul din Nanking and Three Alls Policy |
| 2008 | România                                     | Cocoșul decapitat                                                         | Der geköpfte Hahn                                                                    | Radu Gabrea                      | Prezintă începutul sfârșitului prezenței sașilor în Transilvania                                                                                           |
| 2008 | Statele Unite                               | Defiance                                                                  |                                                                                      | Edward Zwick                     | Bielski partisans |
| 2008 | Polonia                                     | 11th of November                                                          | 11 listopada                                                                         | Kamil Kulczycki, Urszula Szałata | Zielonka boy scouts resisting German occupation of Poland                                                                                                  |
| 2008 | Franța Regatul Unit                         | Female Agents                                                             | Les Femmes de l'ombre                                                                | Jean-Paul Salomé                 | Female SOE agents parachute into occupied France to assassinate German officer and rescue Briton with Ziua-Z invasion information                          |
| 2008 | Danemarca                                   | Flame and Citron                                                          | Flammen og Citronen                                                                  | Ole Christian Madsen             | Danish Resistance team sent to assassinate Nazis and collaborators                                                                                         |
| 2008 | Regatul Unit Germania Ungaria               | Good                                                                      | [ 11 ]                                                                               | Vicente Amorim                   | Drama based on C. P. Taylor play. |
| 2008 | Hong Kong                                   | Ip Man                                                                    | Yip Man (葉問)                                                                       | Wilson Yip                       | Yip Man in Foshan, Sino-Japanese War |
| 2008 | Norvegia Germania Danemarca                 | Max Manus: Man of War                                                     | Max Manus                                                                            | Joachim Rønning, Espen Sandberg  | Norwegian Resistance leader Max Manus during Nazi occupation of Norway                                                                                     |
| 2008 | Statele Unite                               | Miracolul de la Sf. Ana                                                   | Miracle at St. Anna                                                                  | Spike Lee                        | Sant'Anna di Stazzema massacre |
| 2008 | Germania Austria Elveția                    | North Face                                                                | Nordwand                                                                             | Philipp Stölzl                   | Climbers compete to be first team to scale north face of Eiger in Swiss Alps, for glory of Hitler's Germany                                                |
| 2008 | Statele Unite Germania                      | The Reader                                                                |                                                                                      | Stephen Daldry                   | War crimes trial of female guard at Nazi concentration camp                                                                                                |
| 2008 | Israel                                      | Spring 1941                                                               | [ 18 ]                                                                               | Uri Barbash                      | Romance between Varșovia grocer and Jewish man she is hiding                                                                                               |
| 2008 | Cehia Slovacia                              | Tobruk                                                                    | Tobruk                                                                               | Václav Marhoul                   | Asediul Tobrukului |
| 2008 | Statele Unite                               | Valkyrie                                                                  |                                                                                      | Bryan Singer                     | Atentatul de la 20 iulie 1944 împotriva lui Hitler |
| 2008 | Statele Unite                               | Watch on the Rhine                                                        |                                                                                      | Nathan Hall, Chris Nelson        | Action/Comedy. US 106th Inf. Div. soldier in Ofensiva din Ardeni                                                                                           |
| 2008 | Franța Tunisia                              | The Wedding Song                                                          | Le Chant des mariées                                                                 | Karin Albou                      | Friendship between Muslim woman and Sephardic Jewish woman during Nazi occupation of Tunisia                                                               |
| 2008 | Olanda                                      | Winter In Wartime                                                         | Oorlogswinter                                                                        | Martin Koolhoven                 | Drama based on Jan Terlouw novel. Young boy becomes involved in Rezistența olandeză, 1944–45                                                               |
| 2008 | Germania Polonia                            | A Woman in Berlin (Anonyma: A Woman in Berlin)                            | Anonyma - Eine Frau in Berlin de                                                     | Max Färberböck                   | Drama based on Marta Hillers book. Journalist's relationship with Soviet officer during Soviet occupation of Berlin                                        |
| 2009 | Franța                                      | The Army of Crime                                                         | L'Armée du crime                                                                     | Robert Guédiguian                | Manouchian resistance group and Red Poster |
| 2009 | Rusia Regatul Unit                          | Attack on Leningrad (Leningrad)                                           |                                                                                      | Aleksandr Buravsky               | Asediul Leningradului |
| 2009 | România                                     | Călătoria lui Gruber                                                      | Călătoria lui Gruber                                                                 | Radu Gabrea                      | Vizita scriitorului italian Curzio Malaparte la Iași, la o zi după pogromul suferit de populația evreiască.                                                |
| 2009 | China                                       | City of Life and Death (Nanjing! Nanjing!)                                | Pinyin please (漢字 hanzi please)                                                    | Lu Chuan                         | Masacrul din Nanking |
| 2009 | China                                       | Cow                                                                       | Dòu niú (斗牛)                                                                       | Guan Hu                          | Comedy-drama. Chinese peasant protects village's dairy cow during Sino-Japanese War                                                                        |
| 2009 | Regatul Unit                                | The Diary of Anne Frank (miniserial TV)                                   |                                                                                      | Jon Jones                        | Anne Frank hiding during Nazi occupation of the Netherlands                                                                                                |
| 2009 | Statele Unite                               | Everyman's War                                                            |                                                                                      | Thad Smith                       | US 94th Infantry Division at Ofensiva din Ardeni |
| 2009 | Rusia Japonia Canada                        | First Squad                                                               | Pervyy otryad (Первый отряд) ru                                                      | Yoshiharu Ashino                 | Anime. Nazi-Soviet War |
| 2009 | Statele Unite                               | Inglourious Basterds                                                      |                                                                                      | Quentin Tarantino                | Jewish-American soldiers on mission to kill Nazis |
| 2009 | Statele Unite Regatul Unit                  | Into the Storm                                                            |                                                                                      | Thaddeus O'Sullivan              | Biopic of Winston Churchill and his wartime leadership; sequel to 2002 film The Gathering Storm                                                            |
| 2009 | Germania China Franța                       | John Rabe                                                                 | John Rabe                                                                            | Florian Gallenberger             | Masacrul din Nanking |
| 2009 | Japonia                                     | Last Operations Under the Orion (Battle Under Orion)                      | Manatsu no Orion (Kanji please)                                                      | Tetsuo Shinohara                 | Naval battle between Japan and US near end of war |
| 2009 | Austria Germania Elveția                    | Mein Kampf (My Fight / Dawn of Evil)                                      | Mein Kampf                                                                           | Urs Odermatt                     | Drama based on George Tabori play. Young Hitler and Jewish friend                                                                                          |
| 2009 | Rusia                                       | 1941 (TV)                                                                 | 1941                                                                                 | Valery Shalyga                   | Nazi invasion of Russia and partisans in forests; prequel to 2011 serial TV, 1942                                                                          |
| 2009 | Franța                                      | OSS 117: Lost in Rio                                                      | OSS 117 : Rio ne répond plus                                                         | Michel Hazanavicius              | Spy comedy based on Jean Bruce novels. Nazis in Brazil, 1967                                                                                               |
| 2009 | Rusia                                       | The Priest                                                                | Pop                                                                                  | Vladimir Khotinenko              | Priest in occupied Latvia |
| 2009 | Cehia Germania                              | Protector                                                                 | Protektor                                                                            | Marek Najbrt                     | Romance/Drama. Jewish-Czech actress during German occupation of Czechoslovakia and effects of Operațiunea Anthropoid                                       |
| 2009 | Regatul Unit                                | Small Island (miniserial TV)                                              |                                                                                      | John Alexander                   | Drama. Jamaican airman in England |